# Tvrtka za pružanje energetskih usluga
Tvrtka za pružanje energetskih usluga (eng. Energy service company) je poduzeće koje pruža širok pojas sveobuhvatnih energetskih rješenja uključujući izradu i implementaciju projekata uštede energije,  pohrane energije, proizvodnje i dobave energije te upravljanje rizicima. Projekti se financiraju iz ostvarenih ušteda najčešće kroz vremensko razdoblje od pet do dvadeset i pet godina ovisno o klijentu i projektu, a ostvarene uštede sadržane su u troškovima za energente i održavanje. Područje poslovanja ovakvog tipa poduzeća može se podijeliti na privatni i javni sektor odnosno na područje zgradarstva ( škole, vrtići, uredi,  sveučilišta,  bolnice,  hoteli i dr.), javne rasvjete,  industrije i sustava opskrbe energijom (područno grijanje, kogeneracija). Uz navedeno projekt tvrtke za pružanje energetskih usluga može uključivati domaće poduzetništvo, inženjerska i konzultantska društva, proizvođače opreme, banke i druge poslovne subjekte.

## Povijest
Posao ponude projekata za uštedu energije nastao je za vrijeme  naftne krize u sedamdesetima kao reakcija na porast cijena energenata. Jedan od prvih primjera je tvrtka u Teksasu koja je napravila uređaj za automatizaciju paljenja rasvjeta i druge opreme u cilju regulacije potrošnje energije. Projekt u početku nije bio dobro prihvaćen zbog sumnje u količinu energije koja se može uštediti. Kako bi otklonili sumnju odlučili instalirati uređaj te za uzvrat zatražili postotak ušteda. Tvrtka je ostvarila dobre rezultate i postavila temelje modela poslovanja tvrtki za pružanje energetskih usluga. Nakon završetka krize, cijene energenata su pale te je rast tvrtki za pružanje energetskih usluga značajno usporen.
Ponovnim rastom cijena energenata u devedesetima i dostupnošću efikasnijih tehnologija rasvjete,  grijanja, ventilacije,  klimatizacije te zbog potrebe povećanja energetske učinkovitosti  u zgradarstvu projekti tvrtki za pružanje energetskih usluga počeli su postajati sve uobičajeniji.

## Način poslovanja tvrtki za pružanje energetskih usluga

### Razvoj projekta
Projekt povećanja energetskih ušteda započinje razvojem ideje koja bi stvorila uštede energenata odnosno smanjila financijske troškove. Ovaj zadatak je uobičajeno odgovornost tvrtke za pružanje energetskih usluga. Tvrtka za pružanje energetskih usluga često pristupa klijentu s prijedlogom projekta uštede energije te ugovorom. Za takvu tvrtku za pružanje energetskih usluga kažemo da pokreće projekt. Jednom kada je klijent svjestan postojanja mogućnosti projekta uštede energije može raspisati natječaj za realizaciju projekta ili realizaciju prepustiti tvrtki za pružanje energetskih usluga koja mu je predstavila projekt. Tijekom početnog perioda istraživanja tvrtka za pružanje energetskih usluga ispituje lokaciju, pregledava sustave koji će biti obuhvaćeni projektom i radi pregled utroška energije kako bi ustanovila jesu li uštede moguće. Početni pregled sustava i utroška energije je obično besplatan. Klijent i predstavnik tvrtke za pružanje energetskih usluga koji je obavio pregled utroška energije dogovore sve pretpostavke oko potencijalnog projekta, a zatim inženjerski tim tvrtke za pružanje energetskih usluga osmišljava konačna rješenja.
U narednoj fazi projekt se sve više definira te se troškovi i uštede mogu bolje odrediti. Inženjeri su odgovorni za razvoj povoljnih mjera koje će postići najveće energetske uštede. Mjere mogu biti u rasponu od efikasnije rasvjete, nadogradnji sustava grijanja i hlađenja do boljih motora s regulacijom brzine vrtnje te centraliziranog sustava za upravljanje energijom. Postoji veliki niz mjera kojima se mogu postići velike energetske uštede.
Nakon što je projekt razvijen i ugovori potpisani počinje faza izrade i ugradnje. Nakon završetka te faze, sve potrebne nadogradnje su obavljene, sva potrebna oprema je ugrađena i spremna za rad te počinje faza nadzora i održavanja ili faza mjerenja i potvrde učinka. Mjerenje i potvrda učinka je faza u kojoj se provjeravaju izračuni i služi za točno određivanje ušteda.

### Odabir tvrtke za pružanje energetskih usluga
Nakon što je projekt idejno razrađen, ali prije nego što je započela njegova konstrukcijska faza, možda je potrebno odrabrati tvrtku za pružanje energetskih usluga stavljanjem projekta na natječaj. Takva procedura je uobičajena kada je klijent sam razvio projekt ili je natječaj zakonski uvjetovan. Natječaj je zakonski uvjetovan kod javno financiranih projekata.
Kvalificirana tvrtka za pružanje energetskih usluga može klijentu ponuditi sljedeće stvari:
- Indentificirati i procijeniti mogućnosti energetskih ušteda
- Izraditi tehničku dokumentaciju
- Voditi projekt od konstrukcije preko ugradnje do nadzora
- Dogovoriti financiranje
- Obučiti zaposlenike i osigurati održavanje
- Garantirati da će energetske uštede pokriti sve troškove projekta

### Način mjerenja energetskih ušteda
Nakon ugradnje mjera uštede energije, tvrtke za pružanje energetskih usluga često određuju energetske uštede postignute projektom i predstavljaju ih svome klijentu. Uobičajeni način izračuna energetskih ušteda je mjerenje energetskih tokova na koje utječu mjere energetskih ušteda te zatim primjena tabličnih kalkulatora za izračun ušteda. Na primjer, nadogradnja hladnjaka za vodu zahtjeva mjerenje protoka vode, razlike temperatura i potrošnju  električne energije. Prednosti ovakvog pristupa su izoliranost mjere energetske uštede od ostatka sustava te uzimanje u obzir samo onih energetskih tokova na koje utječe mjera energetske ušede.
Ova metoda je označena kao opcija A ili opcija B  Međunarodnog protokola za mjerenje i potvrdu učinka. Opcija A ne zahtjeva mjerenje svih parametara već dopušta pretpostavku određenih parametara poput broja radnih sati rasvjete zgrade. Opcija B zahtjeva mjerenje svih parametara. U obje opcije, energetske uštede se dobivaju izračunom (najčešće u tabličnom kalkulatoru). Opcija C koristi iznose režija kako bi odredila energetske uštede.
Opcija A ili opcija B su u mnogim slučajevima najbolji odabir, međutim neke tvrtke za pružanje energetskih usluga inzistiraju na korištenju opcije A ili opcije B i u slučajevima kada je očigledno da je opcija C prikladnija. Ako je na primjer tvrtka za pružanje energetskih usluga zadužen za rasvjetu opcija A bi trebala biti primjenjiva u svim slučajevima. Podaci mjerenja potrošnje jednog rasvjetnog uređaja prije i nakon nadogradnje, uz dogovoren broj radnih sati i poznati broj rasvjetnih uređaja dovoljni su za izračun ušteda pomoću tabličnog kalkulatora. Ista tablična kalkulacija se može primijeniti više puta. Međutim, neke tvrtke za pružanje energetskih usluga pružaju usluge različitih vrsta nadogradnji i moraju biti sposobne primijeniti sve opcije Međunarodnog protokola za mjerenje i potvrdu učinka, kako bi mogli odabrati najbolju metodu za svaki pojedini projekt. Uštede nadogradnji u regulaciji sustava ili klimatizaciji, hlađenju i grijanju najpogodnije je mjeriti metodom C.

### Korištenje ušteda
Nakon što je projekt završen neposredne energetske uštede i dugoročno smanjenje troškova održavanja mogu se iskoristi za plaćanje kapitalnih troškova nadogradnje energetskog sustava. Većina tvrtki za pružanje energetskih usluga upravo tako funkcionira. Izvedba projekta je u određenom smislu besplatna jer se naplata vrši od postotka energetskih ušteda koje prikuplja tvrtka za pružanje energetskih usluga ili banka koja je pozajmila novac za ostvarivanje projekta.  Period povratka investicije može biti od pet do dvadeset godina, ovisno o ugovoru. Većina državnih projekata ima maksimalni rok povratka investicije do petnaest godina. Nakon što su oprema i projekt otplaćeni, klijent ima pravo koristiti cijelokupan iznos energetskih ušteda kako želi. Uobičajeno je da se velika kapitalna ulaganja financiraju putem energetskih ušteda. Korištenjem energetskih ušteda klijent može uložiti sredstva, koja su nekad bila korištena za plaćanje energije, u značajna poboljšanja sustava koja inače ne bi bila isplativa s trenutačno dostupnim sredstvima.

## Tvrtke za pružanje energetskih usluga u Hrvatskoj
U Hrvatskoj za sada postoji samo par tvrtki za pružanje energetskih usluga te nekoliko tvrtki koje povremeno rade projekte tipične za tvrtke za pružanje energetskih usluga. Većina projekata bavi se obnovom i modernizacijom javnih zgrada. Ovi projetki obuhvaćaju 60% investicija tvrtki za pružanje energetskih usluga. Zatim 30% investicija odlazi na projekte vezane uz škole i bolnice dok je svega 10% investicija uloženo u projetke za klijente iz industrijskog sektora. Ukupna vrijednost projekata iznosi približno 10 milijuna eura, a stručnjaci predviđaju da u Hrvatskoj za tvrtke za pružanje energetskih usluga postoji tržište vrijedno 300 milijuna eura. Rast tržišta tvrtki za pružanje energetskih usluga ograničen je trenutnom gospodarskom krizom.